# 栃木県立宇都宮女子高等学校
栃木県立宇都宮女子高等学校（とちぎけんりつうつのみやじょしこうとうがっこう, Tochigi Prefectural Utsunomiya Joshi High School）は、栃木県宇都宮市操町にある高等学校。略称は「宇女高（うじょこう）」。

## 概要
歴史
1875年（明治8年）に「栃木女学校」として創立。公立女子高としては日本で最古の歴史をもつ。女子中学校、中学校女子部、高等女学校を経て、1948年（昭和23年）に女子高等学校となり、現在に至る。2015年（平成27年）に創立140周年を迎えた。
校訓
- 強健実践
- 自主創造
- 温雅清純
- 至誠敬愛
- 報恩奉仕

制服
制定されていない。
校章
マドンナリリーをかたどったもので、川上澄生がデザインしたものである。
六校会
県立高校6校の生徒会役員が集まり、生徒会の意義や活動等について懇談する会。5校（宇都宮、宇都宮女子、栃木、栃木女子、佐野 ）は固定メンバーとして毎回参加し、残り1校をゲストとして招く。
通学者
宇都宮市出身者が大半を占めているが、鹿沼市や壬生町、下野市、上三川町、芳賀町、高根沢町、さくら市といった近隣の市町村からの通学者も多い。また、矢板市や塩谷町、那須塩原市、那須烏山市、日光市といった遠方からの通学者もいる。
かつては学区制度があり、宇都宮市・壬生町・下野市・上三川町・芳賀町・高根沢町・さくら市の3市4町以外の市町村の出身者は定員の25%までしか認められなかった。学区制度は2014年度入試（2015年度入学生）より廃止された。

## 沿革

### 高等女学校時代
- 1875年（明治8年）10月 - 下都賀郡栃木町（現・栃木市薗部町）に「栃木女学校」として創設[7]。初代校長は手塚信敬。
- 1877年（明治10年）2月 - 「栃木模範女学校」と改称[8]。
- 1879年（明治12年）7月 - 「栃木県第一女子中学校」と改称[8]。
- 1881年（明治14年）5月 - 中学校（男子校、栃木県立宇都宮高等学校の前身）に統合され、「栃木県第一中学校女学部」となる[8]。
- 1885年（明治18年）4月 - 栃木県庁の宇都宮移転に伴い、塙田町（県庁前）に移転[8]。
- 1886年（明治19年）9月 - 「栃木県尋常中学校女学部」と改称。
- 1893年（明治26年）
  - 4月 - 栃木県尋常中学校から分離し、「栃木県高等女学校」と改称。
  - 6月 - 裁縫専修科を設置。
  - 7月 - 河内郡姿川村鶴田（現・宇都宮高等学校敷地内）に移転。
- 1895年（明治28年）4月 - 塙田町の旧校舎に復帰。
- 1896年（明治29年）10月 - 同窓会を発会。
- 1899年（明治32年）4月 - 専任校長が決定し、小堀源が就任。
- 1900年（明治33年）3月 - 服装規定を設け、全校生袴着用に統一。
- 1901年（明治34年）5月 - 「栃木県立宇都宮高等女学校」と改称。
- 1902年（明治35年）
  - 8月 - 寄宿舎を西大寛町の新設校舎に移転
  - 9月 - 定員を本科400名、補習科60名、技芸専修科60名、計520名とする。補習科・技芸専修科は本科修了後の課程。
- 1903年（明治36年）
  - 4月 - 西大寛町（現在地）に移転[8]。
  - 5月 - 校友会（生徒会）が発足。
  - 6月 - 校歌（旧校歌）を制定
  - 9月 - 生徒服装規準を決定し、木綿長袖、海老茶袴、短靴とする。
  - 11月 -徽章（胸章）を制定。
- 1905年（明治38年）3月 - 新校舎が全館完成。
- 1910年（明治43年）12月 - 技芸専修科を廃止。
- 1911年（明治44年）
  - 2月 - 実科を設置。
  - 4月 - 校章（徽章）を改定。校訓を制定。
- 1915年（大正4年）
  - 9月 - 服装を木綿長袖から元禄袖[9]に改正。
  - 10月 - 創立40周年を記念し、操橋（みさおばし）が開通。
- 1918年（大正7年）3月 - 実科を廃止。
- 1921年（大正10年）
  - 3月 - 補習科を廃止。
  - 4月 - 校歌を改定（現校歌）。
- 1922年（大正11年）2月 - 生徒定員を1000名とする。
- 1925年（大正14年）2月 - 標準校服を洋服（背広型）とする。
- 1928年（昭和3年）
  - 4月 - 同窓会家事専攻部を設置。
  - 8月 - 創立50周年記念館が完成。
- 1931年（昭和6年）4月1日 -  宇都宮市内に高等女学校が新設[10]されたことにより、「栃木県宇都宮第一高等女学校」と改称。
- 1932年（昭和7年）4月 - 服装をセーラー型に改定。校章（胸章）を改定。
- 1935年（昭和10年）10月 - 生徒保護者会が発足。
- 1936年（昭和11年）4月 - 同窓会経営の専攻科を県立に移管し、修業年限を2年とする。創立60周年を記念し体育館が完成。
- 1939年（昭和14年）2月 - 修業年限を5年とする。
- 1941年（昭和16年）
  - 4月 - 校友会を改組し、報国団とする。文部省により女子中等学校生徒の服装（ヘチマ衿[11]バンド付）が制定される。
  - 6月 - 生徒勤労動員が開始。
- 1942年（昭和17年）9月 - 寄宿舎内で熱病（パラチフス熱）が蔓延。15日までに231人が症状を訴えた[12]。
- 1943年（昭和18年）
  - この年 - 女子中等学校制服が（上）和服型・（下）モンペに改定される。
  - 4月 - 中等学校令の施行により、修業年限が4年に短縮される。
- 1944年（昭和19年）
  - 8月 - みさお保育園を開設し、勤労者の子弟教育を開始。陸軍省4年生に戦時看護訓練を実施。
  - 9月 - 生徒通年動員が開始。
- 1945年（昭和20年）
  - 3月 - 専攻科を廃止。
  - 4月 - みさお保育園を廃止。
  - 9月 - 戦時通達による附設課程を廃止。
  - 11月 - 報国団を解散し、生徒自治会が発足。校友会が再び発足。
- 1946年（昭和21年）3月 - 修業年限が5年に復帰。
- 1947年（昭和22年）
  - 2月 - 校友会が解散し、生徒会が発足。
  - 4月1日 - 学制改革（六・三制の実施、新制中学校の発足）
    - 高等女学校の募集を停止。
    - 新制中学校を併設し（名称:栃木県宇都宮第一高等女学校併設中学校、以下・併設中学校）、高等女学校1・2年修了者を新制高校2・3年生として収容。
    - 併設中学校はあくまで経過措置として暫定的に設置されたもので、新たに生徒募集は行われず、在校生が2・3年生のみ（1年不在）の中学校であった。
    - 高等女学校3・4年修了者はそのまま高等女学校4・5年生として在籍（4年で卒業することもできた）。
    - 文部省の補助を受け、附設幼稚園を開設。

### 新制女子高等学校
- 1948年（昭和23年）
  - 4月1日 - 学制改革（六・三・三制の実施、新制高等学校の発足）
    - 高等女学校が廃止され、新制高等学校「宇都宮女子高等学校」が発足。
    - 高等女学校卒業生（希望者）を新制高校3年生として、高等女学校4年修了者を新制高校2年生として編入。
    - 併設中学校卒業生を新制高校1年生として収容。
    - 併設中学校は継承され（名称:宇都宮女子高等学校併設中学校）、在校生が1946年（昭和21年）に高等女学校へ最後に入学した3年生のみとなる。

  - 10月 - 保護者会を解散し、PTAを発足。
- 1949年（昭和24年）
  - 3月31日 - 最後の卒業生を送り出し、併設中学校を廃止。併設中学校卒業生は高校1年生となる。
  - 4月 - 宇都宮市立宇都宮高等学校（旧・市立宇都宮高等女学校）を統合[13]。
  - 9月 - 校章（白百合バッジ）を制定。
- 1951年（昭和26年）
  - 1月 - 図書館が完成。
  - 4月 - 「栃木県立宇都宮女子高等学校」（現校名）と改称。
- 1954年（昭和29年）4月 - 家庭科1クラス50名の募集を開始。
- 1964年（昭和39年）
  - 4月 - 家庭科の募集を停止。
  - 11月 - 正門が完成。校舎増改築工事が完成。
- 1965年（昭和40年）1月 - 附属みさお幼稚園を設置。
- 1968年（昭和43年）12月 - 明鏡寮・プールが完成。
- 1975年（昭和50年）10月 - 創立100周年記念式典を挙行。
- 1977年（昭和52年）7月 - 講堂・記念館を解体。
- 1978年（昭和53年）7月 - 体育館兼講堂が完成。
- 1979年（昭和54年）10月 - 体育館兼講堂の付属庭園が完成。
- 1989年（平成元年）5月 - 旧図書館を解体。
- 1990年（平成2年）
  - 1月 - 新図書館が完成。
  - 7月 - 新プールが完成。
- 1995年（平成7年）3月 - 第2体育館が完成。
- 2002年（平成14年）4月 - 2学期制を導入。
- 2003年（平成15年）3月31日 - みさお幼稚園を閉園。
- 2004年（平成16年）12月 - 校内LANを整備。
- 2007年（平成19年）4月 - 普通教室に冷房を設置。
- 2008年（平成20年）4月 - 文部科学省により、スーパーサイエンスハイスクール (SSH) に指定される。

## アクセス
- 東武宇都宮駅より徒歩約15分。
- JR宇都宮駅から関東自動車（関東バス）
  - JR宇都宮駅 - 東武駅前 - 六道 - 鶴田駅
  - JR宇都宮駅 - 東武駅前 - 六道 - 西川田東
  - JR宇都宮駅 - 東武駅前 - 六道 - 運転免許センター - 楡木車庫

の各路線で「宇女高前」下車

## 著名な出身者
- 賀喜遥香 - 乃木坂46
- 上野通子 - 参議院議員、元文部科学副大臣
- 真瀬宏子 - 栃木県野木町長、洋画家
- 松本尚子 - 法制史学者、上智大学法学部教授
- 岡部みどり - 国際関係論研究者、上智大学法学部教授
- 細田満和子 - 社会学者
- 井村君江 - 英国・ケルト文学・ファンタジー研究家[15]
- 安藤梢 - 女子サッカー選手[16]
- 笠井香織 - 元女子サッカー選手
- 羽石架苗 - 女子サッカー選手
- 石井みどり - 現代舞踊家
- 礒野佑子 - NHKアナウンサー[17]
- 橋本奈都江 - アナウンサー
- 近内仁子 - 女優（劇団青い鳥）
- 高野悦子 - 「二十歳の原点」の作者
- 潮はるか - 元宝塚歌劇団月組娘役
- 岩瀬晶子（藤本ケイ） - 女優・脚本家・バイリンガルアナウンサー
- 渡辺江里子 - 阿佐ヶ谷姉妹姉担当[18]（附属みさお幼稚園と宇都宮女子高の両方を卒業[18]）
- 四至本愛子 - 婦人運動家、ジャーナリスト
- 増子倭文江 - 女優、声優
- 黒田杏子 - 俳人[19]
- 大島里美 - 脚本家
- 山脇唯 - 女優
- 山本楓 - 音楽家、オーボエ奏者
- 田沼敦子 - 歯科医師[20]